# بوزائو
شهر بوزائو (به رومانیایی: Buzău) در شهرستان بوزائو در کشور رومانی واقع شده‌است. جمعیت این شهر ۱۳۳٬۱۱۶ نفر است. در ارتفاع ۹۵ متر از سطح دریا واقع شده‌است.